# 14 Dywizja Rakietowa
14 Kijowsko-Żytomierska Dywizja Rakietowa (ros. 14-я ракетная Киевско-Житомирская ордена Кутузова дивизия) – związek taktyczny Wojsk Rakietowych Przeznaczenia Strategicznego Związku Radzieckiego, następnie – Federacji Rosyjskiej. 
Jednostka posiadająca numer 34096 stacjonuje w mieście Joszkar-Oła w Republice Maryj-Eł.  W 2008 dysponowała 27 zestawami strategicznych rakiet balistycznych RS-12 M.

 Dywizja wchodziła w skład 27 Gwardyjskiej Armii Rakietowej.
W 2012 podjęto decyzję o uruchomieniu procesu przezbrajania dywizji w mobilne i stacjonarne zestawy RS-24.

## Struktura organizacyjna
2011
- dowództwo – Joszkar-Oła[8]
- 290 pułk rakietowy
- 697 Twerski pułk rakietowy
- 779 pułk rakietowy
- 2429 techniczna baza rakietowa
- 293 węzeł łączności
- 846 ruchome SD